# Milos (district régional)
Le district régional de Milos (grec moderne : Περιφερειακή ενότητα Μήλου) est l'un des districts régionaux de Grèce qui fait partie de la périphérie (région) de l'Égée-Méridionale. Ce district régional englobe des îles l'archipel des Cyclades : Milos, Kimolos, Sérifos, Sifnos et quelques autres îles de la mer Égée.

## Administration
Dans le cadre de la réforme gouvernementale de 2011, le Programme Kallikratis, le district régional de Milos est créé sur une partie de l'ancien nome des  Cyclades. Il comprend 2 municipalités qui sont (numérotées selon la carte dans l'infobox) : 
- Kimolos (9)
- Milos (11)
- Sérifos (15)
- Sifnos (17)